# María Medina
María Medina es el nombre artístico de una cantante y guitarrista mexicana nacida en Mérida, Yucatán, el 19 de mayo de 1954, como Gladys Josefina Medina Hadad, participante del Festival OTI de la Canción en 1983, con un tema de Amparo Rubín, Compás de espera. En 1984 volvió a ser premiada, entonces con la Medalla Guty Cárdenas y poco después con El Heraldo a la Mejor Cantante del Año.

## Datos biográficos
A la edad de cinco años participó por primera vez como cantante en un festival escolar de su nativa Mérida, capital del estado de Yucatán, en México. A los siete años de edad viajó a la Ciudad de México para concursar en un programa de Televisa llamado Estrellas Infantiles.
En 1973 se trasladó a la Ciudad de México para emprender su carrera artística. En 1974 fue presentada profesionalmente por Pedro Vargas en la entrega de Los Heraldos de México, ingresando en ese evento al mundo artístico como La Voz del Heraldo 1974.
A lo largo de sus casi cuarenta años de carrera artística ha participado en numerosos programas de televisión, concursos musicales y presentaciones individuales y colectivas, compartiendo créditos con cantantes mexicanos e internacionales. En 1983 ganó el primer lugar del certamen en el Festival OTI y en 1984 es laureada con la Medalla Guty Cárdenas y  El Heraldo a la Mejor Cantante del Año. Ha creado también una amplia discografía tanto en México como en el mundo artístico hispano parlante.